# La Carlota (Argentine)
Pour les articles homonymes, voir La Carlota.
La Carlota est une ville de la province de Córdoba, en Argentine, et le chef-lieu du département de Juárez Celman.
La ville tient son nom du roi Carlos IV d'Espagne qui, en 1792, l'éleva au rang de ville royale.

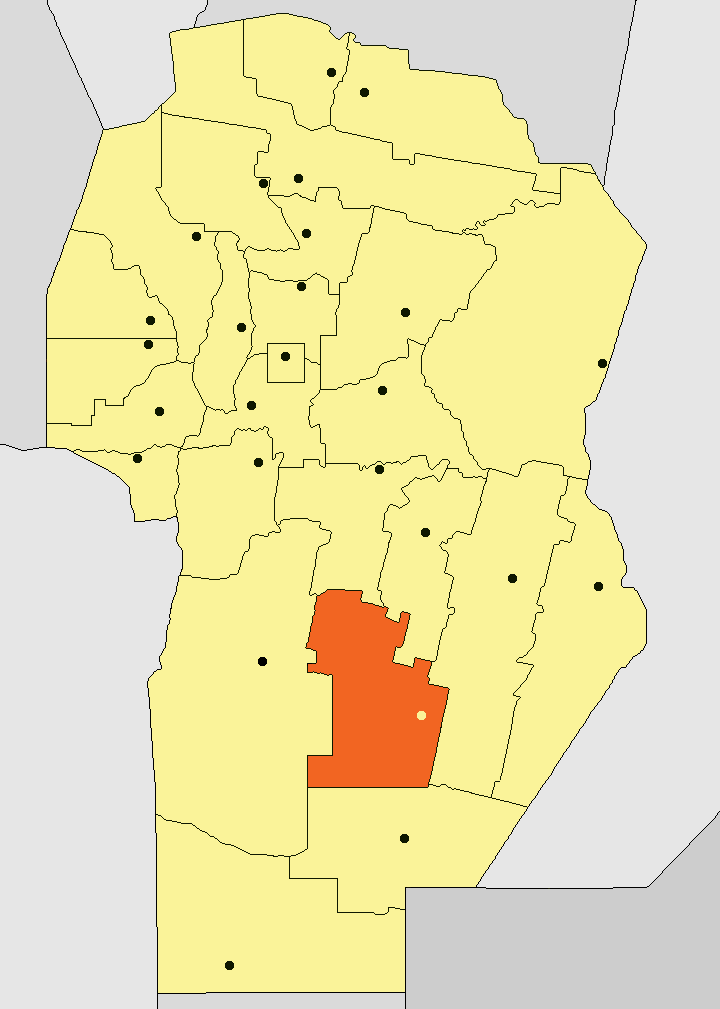
Localisation de la ville dans la province